# Gran Valencia Maracay Fútbol Club
O Gran Valencia Maracay Fútbol Club, também conhecido como Gran Valencia Maracay ou simplesmente GV Maracay, é um clube de futebol venezuelano de Valencia, capital do município homônimo e do estado de Carabobo. Foi fundado em 10 de julho de 2014 e compete nos torneios profissionais da Federação Venezuelana de Futebol (FVF).[carece de fontes?] Manda seus jogos no estádio Giuseppe Antonelli, localizado em Maracay, capital do município de Girardot e do estado de Aragua, que conta com capacidade para 8.000 espectadores.

## História
Em meados do ano de 2014, o Gran Valencia Fútbol Club foi fundado na capital do estado de Carabobo por um grupo de empresários, entre eles, o engenheiro Carlo Rocco (seu primeiro presidente), Luigi Pacifico, Luis Pulido Peraza, Carlos Armando Rodríguez e Filipo Minieri. O clube nasceu da compra dos direitos esportivos do Sport Club Guaraní, que foi um clube valenciano que competiu na Segunda División do futebol venezuelano. A vaga do Guaraní foi vendida em 26 de junho de 2014 por 12.000 dólares.

## Cronologia no Campeonato Venezuelano de Futebol
| Período        | Nome do Campeonato | Nível / Categoria | Associação | Ref.                                 |
| -------------- | ------------------ | ----------------- | ---------- | ------------------------------------ |
| 2014–15 — 2019 | Segunda División   | Segunda Divisão   | FVF        | [ 5 ] [ 6 ] [ 7 ] [ 8 ] [ 9 ] [ 10 ] |
| Desde 2020     | Primera División   | Primeira Divisão  | FVF        | [ 11 ]                               |